# Civita di Tricarico
Pour les articles homonymes, voir Civita (homonymie).
Le site archéologique de Civita di Tricarico est une agglomération de hauteur fortifiée, occupé par le peuple italique des Lucaniens entre les années 350 et 90-80 avant notre ère, et dont le nom antique n'est pas connu. Il se situe sur le territoire de la commune de Tricarico dans le sud de l'Italie (province de Matera, Basilicate), à une dizaine de kilomètres du centre urbain actuel de la commune. Il s'agit de l'habitat indigène le plus vaste d'Italie méridionale, avec plus de 47 hectares d'occupation, enceints par 3 niveaux de remparts successifs, dont un rempart externe contemporain de la fondation du site, un rempart d'acropole, et une enceinte intermédiaire contemporaine de la deuxième guerre punique. 
Les techniques architecturales employées (grand appareil, mortier de chaux, temples à podium), les modes de fortification (portes à cour interne, tours carrées soutenant des engins de siège défensifs), d'habitat (maisons à pastas voisines des types olynthiens, domus pompéienne) et de productions artisanales découvertes au sein des différents quartiers explorés par la fouille révèlent la pénétration forte des éléments de culture matérielle et religieuse à la fois grecque hellénistique mais aussi romaine dans cette région reculée de l'Italie des Apennins. Fouillé et exploré systématiquement par l'École Française de Rome depuis 1988, le site fait l'objet de publications régulières dans les différentes chroniques archéologiques éditées par l'institution.

## Localisation et topographie du site

### Situation régionale
Le site de Cività di Tricarico occupe une position centrale en Italie du sud, à égale distance de trois rivages importants pour les peuplements de l'Antiquité : le golfe de Policastro, le Golfe de Tarente, et la mer Adriatique. Toutefois, cette région connaît avant tout, sur le plan topographique, une situation d'enclavement profond : routes difficiles, reliefs, réseau hydrographique contraignant le cheminement, ont pour conséquence une desserte relativement inégale et hétérogène des espaces adjacents à la Lucanie interne. De fait, le site de Cività di Tricarico surplombe, à près de 930 m d'altitude, la vallée du fleuve Basento vers le sud, qui creuse un profond sillon vers le golfe ionien, débouchant près de la cité grecque de Métaponte, non loin d'autres cités reliées à l'hinterland indigène par des fleuves : Siris - Héraclée, par exemple, ou Sybaris - Thourioi. Au nord du site de Cività, on trouve un tout autre faciès géologique : la « fosse bradanique » et les plateaux calcaires des Murges remplacent la situation d'a-pic sur la vallée qui prévaut au sud. La région est peuplée par diverses communautés humaines depuis la préhistoire, mais c'est avec l'âge du Bronze puis du Fer que le peuplement se densifie et que les communautés de montagne de multiplient dans la région, bénéficiant d'un réel dynamisme technique et économique du fait de leur intégration au grand commerce méditerranéen et aux échanges terrestres de métaux et d'ambre précieuses venues du nord de la Baltique. L'économie de montagne est alors centrée sur un agro-pastoralisme itinérant (grandes transhumances), les productions secondaires (tissage, filage, et peausserie).

### Topographie du site et structures défensives
Le site de Cività di Tricarico se compose d'un vaste plateau, dominé par une acropole, situé en position défensive sur le versant occidental de la vallée du Basento, à quelques kilomètres des sites contemporains de Serra del Cedro, San Chirico Nuovo, Croccia Cognato, et du grand sanctuaire italique de Rossano di Vaglio, dédié à la déesse Méfitis. 
Il est ceint de 3 remparts : un rempart extérieur, daté des années 370 av. J.-C., un rempart d'acropole contemporain du premier, et un rempart interne plus tardif, dont la datation est estimée aux années 220 - 200 av. J.-C., ce qui permet de qualifier l'établissement d'oppidum, agglomération de hauteur fortifiée. Ce système défensif est composé de courtines, de talus de type agger associés à des murs diaphragme, ainsi que de tours, de portes à cour interne et d'une porte à baïonnette / à recouvrement. Il est construit en grand appareil et possédait une élévation en matériaux périssables (brique crue) pour partie.
Il s'agit du plus vaste habitat indigène d'Italie du sud, occupant une surface totale de 49 ha. Il est occupé entre les IVe et Ier siècles av. J.-C. par une population correspondant à l'ethnie antique des Lucaniens, comme en témoignent les inscriptions en langue osque découvertes sur le site et aux alentours. Il fait partie des territoires conquis par Rome au IIIe siècle av. J.-C. et est abandonné dans les années 80 av. J.-C., probablement dans les années suivant la guerre sociale : l'intégration des italiques à la citoyenneté romaine ayant peut-être rendu caduque l'existence d'un réseau de sites fortifiés verrouillant le territoire.

## Histoire des recherches
Le site de Cività di Tricarico fit l'objet de signalements ponctuels au cours du XIXe siècle et du début du XXe siècle. Il fut par la suite l'objet de fouilles archéologiques ponctuelles menées par la surintendance archéologique de Basilicate, dans les années 1970 et en 1986, permettant de mettre au jour le temple de l'acropole et une domus voisine, avant de devenir un chantier de l'École française de Rome, sous la direction d'Olivier de Cazanove, professeur des universités en archéologie romaine, de 1988 à 2003, puis en 2005 et enfin depuis 2013 avec la collaboration de Stéphane Bourdin, professeur des universités en histoire romaine. Les fouilles françaises sur le site ont exploré, en plus de 3 décennies, plusieurs quartiers d'habitation, mettant au jour non seulement des habitats, mais aussi des édifices cultuels, des édifices économiques publics (entrepôts), des ateliers artisanaux, le tout suivant une organisation urbaine - rudimentaire - composée de noyaux de maisons, formant des quartiers, séparés par des espaces vides dédiés aux cultures et à la stabulation des bêtes.

## Édifices et structures fouillés
Outre l'enceinte, le site a livré plusieurs zones d'habitat aggloméré, organisées en quartiers, eux-mêmes disposés autour de plusieurs rues aménagées de pavements. Plusieurs édifices notables ont ainsi été identifiés : nombreuses maisons à pastas, maison à péristyle, entrepôt, atelier de fabrication de statuettes (aussi appelé "maison des moules"), deux temples (le temple "P" et le temple de l'acropole), une domus de type pompéien. Si une partie seulement des vestiges a fait l'objet de fouilles systématiques, l'ensemble du site est relativement bien connu grâce aux photographies aériennes et aux moyens de prospection géophysiques employés avant la fouille.

### Monographie du site
- Cazanove, O. de; Féret, S.; Caravelli, A. et al.:Civita di Tricarico, 2. Habitat et artisanat au centre du plateau. (Rome : École française de Rome, 2014) , (Collection de l'École française de Rome, 483)
- Cazanove, O. de et al.:Civita di Tricarico, 1. Le quartier de la maison du monolithe et l'enceinte intermédiaire. (Rome : École française de Rome, 2008) , (Collection de l'École française de Rome, 409)

### Articles
- Cazanove, O. de: Civita di Tricario, il più grande insediamento lucano dell'entroterra. - FormaUrbis 22 (2017) Nr.4,20-27.
- Colivicchi, F.: The Italic settlement of Civita di Tricarico in Lucania. Rez. zu: "Civita di Tricarico, 2. Habitat et artisanat au centre du plateau." JRA 29 (2016) 562-565.
- Féret, S.: Les moules de Civita di Tricarico (Lucanie). Contexte de production et techniques. - in: Figurines de terre cuite en Méditerranée grecque et romaine, 1. Production, diffusion, étude. [Actes du colloque international, Izmir, 2-6 juin 2007.] (Athens 2016) 79-83.
- Cazanove, O. de: Quadro concettuale, quadro materiale delle pratiche religiose lucane. Per una revisione dei dati. - in: Brateís datas. Pratiche rituali, votivi e strumenti del culto dai santuari della Lucania antica. Atti delle giornate di studio sui santuari lucani, Matera, 19-20 febbraio 2010. (Venosa 2012) 295-310.
- Bottini, A.: Argento e ambra. Il corredo della Tomba 60 di Serra del Cedro. - Siris 11 (2010-11)[2012] 5-14.
- De Siena, A.; Radi, G.; Osanna, M.: Un via di transito tra lo Jonio e il Basento. Testimonianze archeologiche del medio Basento. (Tricarico : Regione Basilicata, 2011)
- Cazanove, O. de; Féret, S.: L'artisanat lucanien entre reproduction et "bricolage". L'exemple de Civita di Tricarico et de la maison des moules. - in: Grecs et indigènes de la Catalogne à la mer Noire. Actes des rencontres du programme européen Ramses³ (2006 - 2008). (Paris 2010) 455-460.
- Cazanove, O. de: Civita di Tricarico e gli abitati della Lucania interna. Gli elementi di una forma urbana? - in: Verso la città. Forme insediative in Lucania e nel mondo italico fra IV e III sec. a.C. Atti delle Giornate di studio, Venosa, 13-14 maggio 2006. (Venosa 2009) 165-180.
- Cazanove, O. de: Luoghi di culto lucani a pianta centrale quadrata. - Siris 10 (2009)[2011] 131-141.
- Cazanove, O. de: Activités archéologiques de l'École française de Rome. Chronique, année 2008. Civita di Tricarico (prov. de Matera). - MEFRA 120 (2008) 253-256.
- Cazanove, O. de: Civita di Tricario (Matera). - BA (2008) Nr.1,223-224.
- Cazanove, O. de; Matterne, V.: Activités archéologiques de l'École française de Rome. Chronique 2006. Civita di Tricarico (prov. de Matera). - MEFRA 119 (2007) 317-320.
- Cazanove, O. de: Civita di Tricarico (prov. de Matera). - MEFRA 118 (2006) 380-383.
- Bourdin, S.: Un nouveau timbre sur tuile osque de Trebis Arronties à Tricarico. - MEFRA 116 (2004) 293-299.
- Cazanove, O. de: Civita di Tricarico (prov. de Matera). - MEFRA 116 (2004) 653-660.
- Cazanove, O. de: Un nouveau temple à Civita di Tricarico (Lucanie). - MEFRA 116 (2004) 249-291.
- Cazanove, O. de: Au cœur de l'Appenin lucanien. Recherches récentes à Civita di Tricarico. Les premières phases de l'habitat jusqu'à la deuxième guerre punique. - CRAI (2002) 93-120.
- Cazanove, O. de: Civita di Tricarico nell'età della romanizzazione. - in: Modalità insediative e strutture agrarie nell'Italia meridionale in età romana. (Bari 2002) 169-202.
- Cazanove, O. de; Bourdin, S.; Estienne, S. et al.:Civita di Tricarico (prov. de Matera). - MEFRA 114 (2002) 500-511.
- Cazanove, O. de; Bourdin, S.; Dubouloz, J. et al.:Civita di Tricarico (prov. de Matera). - MEFRA 113 (2001) 510-519.
- Cazanove, O. de; Dubouloz, J.; Pallud, A. et al.:Civita di Tricarico (prov. de Matera). - MEFRA 112 (2000) 453-462.
- Cazanove, O. de: Un édifice de repas communautaires en Lucanie interne. - MEFRA 108 (1996) 901-941, Abb.
- Cazanove, O. de: Le site lucanien de Civita di Tricarico. Entre hellénisation et romanisation. - RA (1996) 200-210, Abb.
- Canosa, M.G.: Tricarico. - in: Basilicata. L'espansionismo romano nel sud-est d'Italia. Il quadro archeologico. Atti del convegno, Venosa 23 - 25 aprile 1987. (Venosa 1990) 111-123, Abb.